# WWE Music Group
WWE Music Group, LLC is een Amerikaans platenlabel dat gefinancierd en geëxploiteerd wordt door de Amerikaanse worstelorganisatie WWE. Het werd vervaardigd en mede op de markt gebracht door Columbia Records en werd gedistribueerd door Sony Music. Het label is gespecialiseerd in een compilatiealbum van de toegangsthema's van WWE worstelaars, vaak door uitvoerende artiesten bij te dragen, maar brengt ook titels uit die daadwerkelijk zijn uitgevoerd door de worstelaars zelf, waaronder het album met verschillende artiesten WWE Originals en John Cena's You Can't See Me.

## Albums

### Compilatiealbum
| Album                                                    | Aantal tracks | Datum                                                               | Opmerkingen |
| -------------------------------------------------------- | ------------- | ------------------------------------------------------------------- | --- |
| The Wrestling Album                                      | 10            | 9 november 1986                                                     | |
| Piledriver: The Wrestling Album II                       | 10            | 21 september 1987                                                   | |
| WrestleMania: The Album                                  | 10            | 1993                                                                | |
| WWF Full Metal: The Album                                | 14            | 1995/1996                                                           | Voor de originele release van het album waren WWE Stars op tournee door Londen, Engeland en Berlijn, Duitsland om het album te promoten door de tour WWF Full Metal Tour 1995 te noemen, heruitgegeven in 1996 onder de titel WWF Champions: The Album - Full Metal Edition'. |
| WWF The Music, Volume 2                                  | 15            | 18 november 1997                                                    | |
| Hits of the World Wrestling Federation: We Gotta Wrestle | 15            | 1997                                                                | Alternatieve versie van WWF The Music, Volume 2 uitgebracht buiten de Verenigde Staten, originele versie werd uitgebracht in 1996 |
| WWF The Music, Volume 3                                  | 14            | 19 december 1998                                                    | |
| WWF The Music, Volume 4                                  | 14            | 2 november1999                                                      | |
| WWF Aggression                                           | 13            | 21 maart 2000                                                       | Aanbevolen nummers van commerciële artiesten die thema's uitvoeren. |
| WWF The Music, Vol. 5                                    | 14            | 20 februari 2001                                                    | |
| WWF Forceable Entry                                      | 18            | 26 maart 2002                                                       | Laatste album verkocht onder de WWF. |
| WWE Anthology                                            | 86            | 12 november 2002                                                    | Bestaat uit drie schijven: The Federation Years, The Attitude Era en Now!. |
| WWE Originals                                            | 17            | 13 januari 2004                                                     | Originele nummers opgenomen door worstelaars. |
| ThemeAddict: WWE The Music, Vol. 6                       | 16            | 16 november 2004                                                    | Uitgebracht met een bonus-dvd met toegangsvideo's. |
| WWE Wreckless Intent                                     | 15            | 23 mei 2006                                                         | |
| WWE The Music, Vol. 7                                    | 21            | 16 maart 2007                                                       | Alleen download. |
| RAW Greatest Hits: The Music                             | 19            | 18 december 2007                                                    | |
| WWE The Music, Vol. 8                                    | 14            | 25 maart 2008 (VS) 24 maart 2008 (VK)                               | |
| Voices: WWE The Music, Vol. 9                            | 13            | 24 januari 2009 (Australië) 27 januari 2009 (VS) 13 april 2009 (VK) | |
| WWE The Music: A New Day, Vol. 10                        | 14            | 28 januari 2010                                                     | . |
| Stone Cold Steve Austin: The Entrance Music EP           | 4             | 13 juni 2011                                                        | |
| Hall of Fame 2012 - The Music                            | 16            | 25 maart 2012                                                       | |
| WWE The Music: The Beginning                             | 80            | 16 juli 2012                                                        | |
| WrestleMania - The Music 2013                            | 23            | 1 april 2013                                                        | |
| SummerSlam - The Music 2013                              | 20            | 16 augustus 2013                                                    | |
| The Federation Era                                       | 23            | 1 april 2014                                                        | |
| The Music of WCW                                         | 60            | 1 april 2014                                                        | |
| WrestleMania - The Music 2014                            | 62            | 7 april 2014                                                        | |
| The Music of the WWE Network                             | 8             | 14 april 2014                                                       | |
| Total Divas: The Music                                   | 12            | 6 maart 2015                                                        | |
| WWE Tough Enough: The Music                              | 3             | 22 juni 2015                                                        | |
| WWE: Undertaker - From the Vault                         | 21            | 20 maart 2016                                                       | |
| WWE: Uncaged                                             | 16            | 16 december 2016                                                    | |
| WWE: Uncaged II                                          | 16            | 17 maart 2017                                                       | |
| WWE: Uncaged III                                         | 16            | 21 augustus 2017                                                    | |
| WWE: Uncaged IV                                          | 12            | 20 november 2017                                                    | |
| WWE: Uncaged V                                           | 14            | 20 augustus 2018                                                    | |
| WWE: Uncaged VI                                          | 14            | 26 oktober 2018                                                     | |
| WWE: Uncaged VII                                         | 13            | 25 januari 2019                                                     | |
| WWE: Uncaged VIII                                        | 13            | 17 mei 2019                                                         | |
| WWE: Uncaged IX                                          | 21            | 9 augustus 2019                                                     | |
| WWE: Uncaged X                                           | 25            | 4 oktober 2019                                                      | |
| WWE: Uncaged XI                                          | 12            | 31 januari 020                                                      | |
| WWE: Uncaged XII                                         | 14            | 3 april 2020                                                        | |
| WWE: Uncaged XIII                                        | 15            | 21 augustus 2020                                                    | |
| WWE: Uncaged XIV                                         | 53            | 20 november 2020                                                    | |
| WWE: Uncaged XV                                          | 25            | 7 februari 2021                                                     | |

### Artiestenalbums
| Album                                        | Aantal tracks | Datum                             | Opmerkingen                                     |
| -------------------------------------------- | ------------- | --------------------------------- | ----------------------------------------------- |
| Neurotica (Neurotica)                        | 11            | 25 juni 2002                      |                                                 |
| You Can't See Me (John Cena & Tha Trademarc) | 17            | 10 mei 2005 (VS) 30 mei 2005 (VK) |                                                 |
| ¡Quiero Vivir! (Lilian Garcia)               | 12            | 9 oktober 2007                    | Gezamenlijke release met Universal Music Latino |
| A Jingle with Jillian (Jillian Hall)         | 7             | 11 december 2007                  |                                                 |
| Walk With Elias (Elias)                      | 4             | 22 juli 2018                      |                                                 |
| Universal Truth (Elias)                      | 4             | 26 oktober 2020                   |                                                 |

### Soundtrackalbum
| Album                                                                                         | Aantal tracks | Datum             | Opmerkingen                       |
| --------------------------------------------------------------------------------------------- | ------------- | ----------------- | --------------------------------- |
| Legendary (Music From the Motion Picture) (James Alan Johnston & verschillende artiesten)     | 26            | 28 september 2010 |                                   |
| Knucklehead (Music From the Motion Picture) (James Alan Johnston & verschillende artiesten)   | 26            | 2 november 2010   |                                   |
| The Chaperone (Music From the Motion Picture) (James Alan Johnston & verschillende artiesten) | 21            | 18 february 2011  |                                   |
| Inside Out (Music From the Motion Picture) (James Alan Johnston & verschillende artiesten)    | 22            | 8 september 2011  |                                   |
| The Reunion (Music From the Motion Picture) (Jim Johnston & verschillende artiesten)          | 31            | 20 oktober 2011   |                                   |
| WWE 2K15: The Soundtrack (Verschillende artiesten)                                            | 10            | 21 oktober 2014   | Uitgebracht via Atlantic Records. |